# Himallaphus arko
Himallaphus arko (лат.) — вид жуков ощупников рода Himallaphus из семейства
стафилинид. Название происходит от непальского слова, означающее «следующий». 

## Распространение
Непал (Гималаи, Kosi, Mangming, на высоте 2800 м).

## Описание
Мелкие жуки, длина около 2 мм (от 1,6 до 1,75 мм), красно-коричневого цвета. Отличается следующими признаками: верхняя часть темени полосатая; контуры висков округлые; глаза не выпуклые; мезальная вершинная борозда доходит до уровня высшей точки темени. 4-й членик максиллярных щупиков стебельчатый намного длиннее увеличенного апикального поля. Основание надкрылий вдавленное. Вентральный отросток эдеагуса почти равен средней ширине лопасти. При взгляде сбоку парамеры постепенно расширяются. Внутренний мешок с двумя плотными шиповидными пучками. Надкрылья короткие, сильно расширены на вершине, с тремя базальными ямками, шовным и дисковым килями. Усики 11-члениковые с 3-члениковой булавой. Задние крылья атрофированы (жуки бескрылые).